# Nienstedten
Nienstedten, Hamburg-Nienstedten – dzielnica miasta Hamburg w Niemczech, w okręgu administracyjnym Altona. 
1 kwietnia 1938 na mocy ustawy o Wielkim Hamburgu włączony w granice miasta.
W dzielnicy ma siedzibę Międzynarodowy Trybunał Prawa Morza.